# Хлемуци
Хлемуци (на гръцки: Χλεμούτσι, на френски: château de Clermont, на италиански: Castel Tornese) е запазен средновековен замък от епохата на франкократията, намиращ се в близост до съвременното пристанище Килини в Гърция, северозападен Пелопонес, на брега на Йонийско море в западната част на Елида.
Хлемуци е построен между 1220 и 1223 г. от ахейския владетел Жофроа I дьо Вилардуен. Крепостта играе важна роля в и за княжество Ахея и е определяна като „ключът към Елада“. 
Хлемуци са намира на отсрещния бряг срещу остров Закинтос, на недостъпно и укрепено място. Замъкът има формата на многоъгълник с два пояса стени и кръгли кули. Крепостта е проектирана и строена от най-добрите за времето си франкски архитекти и фортификационни специалисти. Първоначално замъкът се нарича Клермон, а след това и Кастел Торнезе, защото е имал монетен двор, в който е сечен турският грош. Заедно с Кларенца, Хлемуци е най-важната инфраструктура на Ахейското княжество.  
Замъкът е впечатляващо съоръжение за времето си, което се вижда от сегашните му руини. Кулите му се виждат от Закинтос, а стените му били недостъпни за обсадните съоръжения през XIII век. Според морейската хроника този замък бил толкова могъщ, че могъл самодостатъчно да контролира целия Пелопонес. Хрониката предава, че около 1282 г. Анна Комнина Дукина, наследница на фамилните имения на Вилардуен, заменя замъка Хлемуци и баронство Каламата за огромни земи в Месения.
Днес в двора на замъка има „музей на открито“ с постоянна тематична експозиция „Епохата на рицарите-кръстоносци в Морея“, включваща повече от 500 предмета, датиращи от периода XIII-XV век.